# Springtime (groupe)
Pour les articles homonymes, voir Springtime.
Springtime était un groupe de musique autrichien.
Ses membres étaient Norbert Niedermayer, Walter Markel, Gerhard Markel et Erwin Broswimmer. Ils représentèrent l'Autriche au Concours Eurovision de la chanson 1978 (qui se tenait à Paris) avec la chanson Mrs. Caroline Robinson et finirent 15e.
Niedermayer représenta également l'Autriche à l'Eurovision 1972 au sein du groupe Milestones.